# Reinschenhof
Reinschenhof war ein Ort im Kreis Heiligenbeil in Ostpreußen. Seine Ortsstelle liegt heute im Stadtkreis Mamonowo (Heiligenbeil) in der russischen Oblast Kaliningrad (Gebiet Königsberg (Preußen)).

## Geographische Lage
Die Ortsstelle Reinschenhofs liegt 750 Meter östlich des Frischen Haffs (russisch Kaliningradski saliw) im Südwesten der Oblast Kaliningrad, vier Kilometer nördlich der Stadt Mamonowo (deutsch Heiligenbeil).

## Geschichte
Der einst Reinschenhoff, nach 1610 Rheinschenhof und nach 1885 Reinschenhof genannte kleine Ort war bis 1928 ein Vorwerk zum Gut Bregden (russisch Wawilowo). Bregden war ab 1874 Amtsdorf des Amtsbezirks Bregden im ostpreußischen Kreis Heiligenbeil
Reinschenhof zählte im Jahre 1905 67 Einwohner. Als am 30. September 1928 der Gutsbezirk Bregden (ohne Exklaven) in die Landgemeinde Steindorf (russisch Pokrowskoje) eingegliedert wurde, wechselte auch Reinschendorf als Wohnplatz in eben diese Gemeinde, die nun auch Amtsdorf des nach ihr benannten Amtsbezirks wurde.
Als im Jahre 1945 das gesamte nördliche Ostpreußen in Kriegsfolge an die Sowjetunion überstellt wurde, war auch Reinschenhof davon betroffen. Doch verblasst schon in den ersten Nachkriegsjahren sein Name, eine russische Namensgebung oder auch eine Zuordnung zu einem Dorfsowjet ist nicht bekannt. Der Ort gilt als untergegangen. Seine Ortsstelle gehört heute zum Stadtkreis Mamonowo in der Oblast Kaliningrad der Russischen Föderation.

## Religion
Reinschenhof war bis 1945 sowohl evangelischerseits als auch römisch-katholischerseits in die Stadt Heiligenbeil eingepfarrt.

## Verkehr
Die Ortsstelle Reinschenhof ist – sofern noch erkennbar – von Mamonowo aus zu erreichen. Heiligenbeil war bis 1945 die nächste Bahnstation. Sie lag an der heute nur noch im Abschnitt Kaliningrad–Mamonowo befahrenen Strecke der Preußischen Ostbahn sowie an der Bahnstrecke Heiligenbeil–Preußisch Eylau, die heute nicht mehr existiert.